# Eugène Lorette
Eugène Barbe Elie Lorette (* 25. Januar 1829 in Ückingen; † 10. April 1901 in Rédange) war Notar und Mitglied des Reichstags des Deutschen Kaiserreichs.

## Leben
Lorette war als Notar in Kedingen, Kreis Diedenhofen tätig. Von 1878 bis 1881 war er Reichstagsabgeordneter für den Wahlkreis Elsaß-Lothringen 13 (Bolchen, Diedenhofen). Im Reichstag gehörte er wie die übrigen elsaß-lothringischen Abgeordneten keiner Fraktion an, er vertrat eine autonomistische Position.
Er gehörte dem Bezirkstag von Lothringen (Conseil Général de la Lorraine) und ab 1874 dem Landesausschuss des Reichslandes Elsaß-Lothringen an.